# Theodor Curtius (Chemiker)

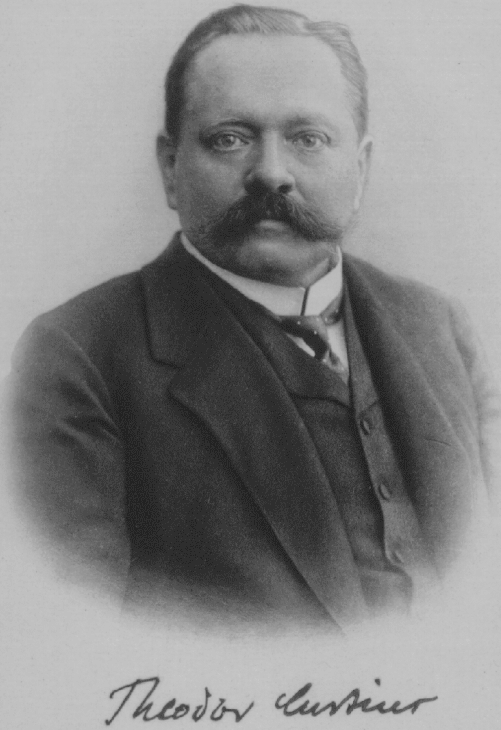
Theodor Curtius, 1907

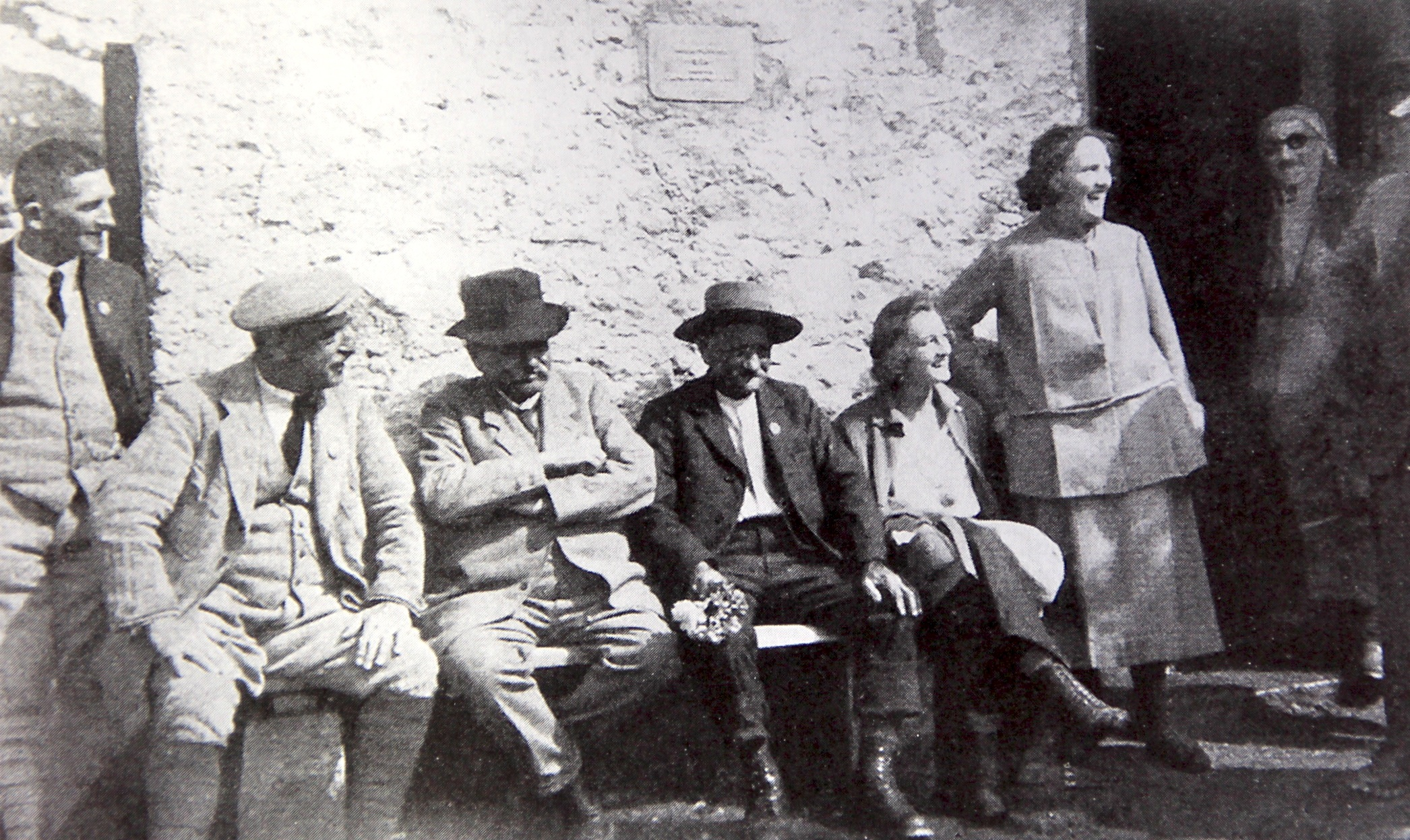
Theodor Curtius (3. v.l.) mit Christian Klucker (4. v.l.) vor der Fornohütte, um 1920

Julius Wilhelm Theodor Curtius (* 27. Mai 1857 in Duisburg; † 8. Februar 1928 in Heidelberg) war ein deutscher Chemiker.

## Leben
Curtius, Sohn des Duisburger Industriellen Julius Curtius, studierte unter anderem Chemie in Heidelberg und Leipzig. 1882 promovierte er an der Universität Leipzig bei Hermann Kolbe mit dem Thema Über einige neue der Hippursäure analog constituirte, synthetisch dargestellte Amidosäuren. und habilitierte sich 1886 an der Universität Erlangen Anschließend wirkte er als Professor in Kiel (1889–1897), für ein Jahr in Bonn und ab 1898 in Heidelberg als Nachfolger Victor Meyers. Er war Mitglied der Heidelberger Akademie der Wissenschaften, der Göttinger Akademie der Wissenschaften (seit 1919), der Preußischen und der Bayerischen Akademie der Wissenschaften (seit 1907).
Er untersuchte vor allem Stickstoffverbindungen und entdeckte das Hydrazin, die Stickstoffwasserstoffsäure und die Diazoverbindungen. Nach ihm benannt ist die Curtius-Reaktion von Carbonsäureaziden.
In seiner Freizeit komponierte er, sang in Konzerten und war aktiver Bergsteiger. Mit dem Bergführer Christian Klucker gelangen ihm unter anderem die Erstbesteigungen des Piz Bacun (1883) im Fornogebiet und der Sciora di Dentro (1888) im Bergell. Curtius stiftete dem Schweizer Alpen-Club die 1889 erbaute Fornohütte am Fornogletscher im Bergell. Mit seinem befreundeten Kollegen Eduard Buchner zusammen gründete er 1893 die Sektion Kiel des Deutschen und Österreichischen Alpenvereins mit 20 Mitgliedern.
Theodor Curtius fand seine letzte Ruhestätte auf dem Bergfriedhof (Heidelberg) in der Waldabteilung: (Abt. WA). Sein Grabstein wird von einem Bronzerelief, das Profil Curtius darstellend, geschmückt.
Der Politiker Julius Curtius war sein Neffe.
Das Universitätsarchiv Heidelberg hat ein Fotoalbum zum 25-jährigen Doctor-Jubiläum von Theodor Curtius 1907 im Bestand. Es zeigt wissenschaftliche Schüler, Gebäude, Labors wie den Physikalisch-chemischen, Pharmazeutischen, Organischen Arbeitssaal und vieles mehr.

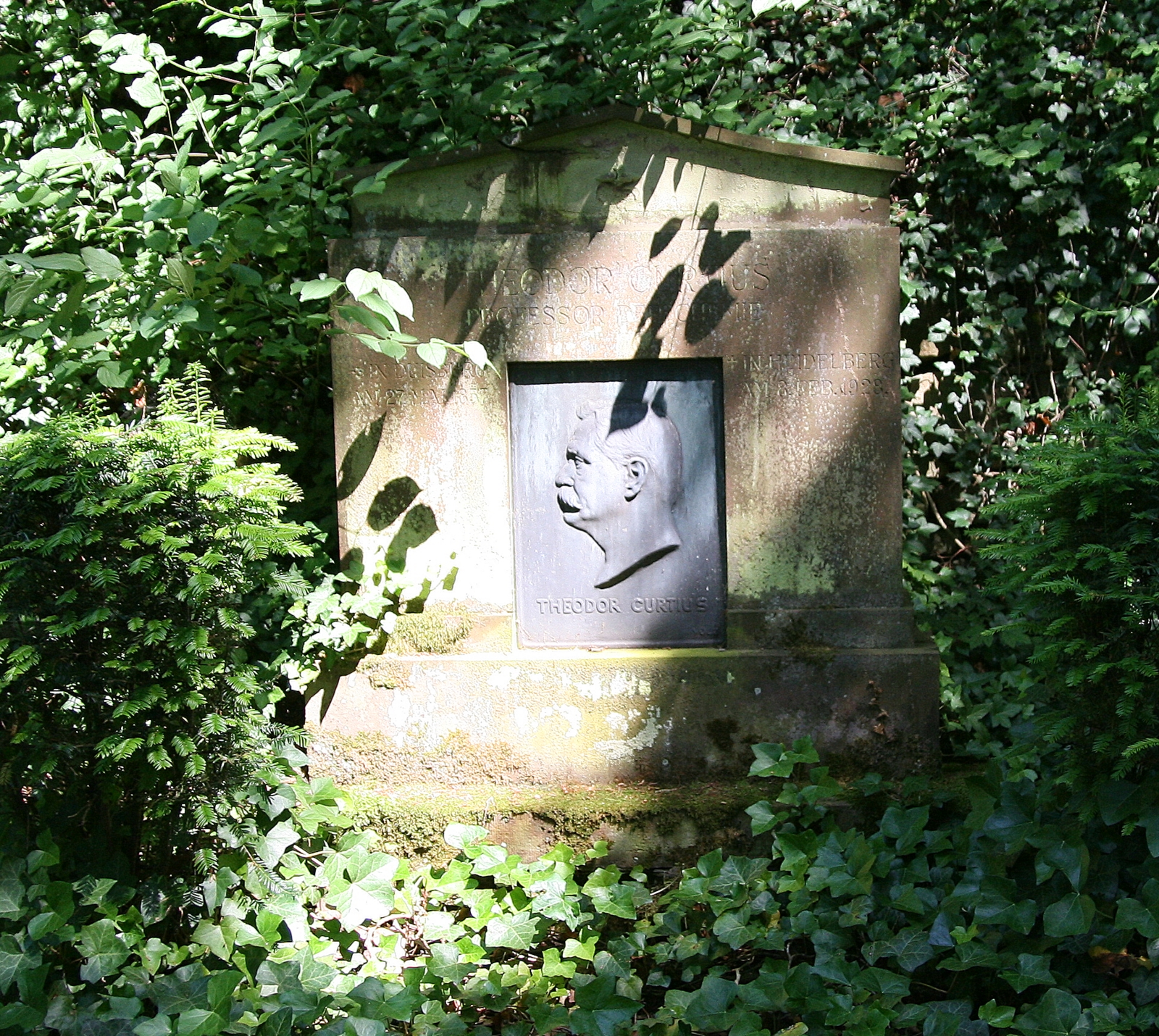
Grab von Theodor Curtius auf dem Bergfriedhof (Heidelberg), Waldabteilung A
- Nachruf seines Schülers August Darapsky
- Nachruf von Carl Duisberg